# 黃竹坑舊圍

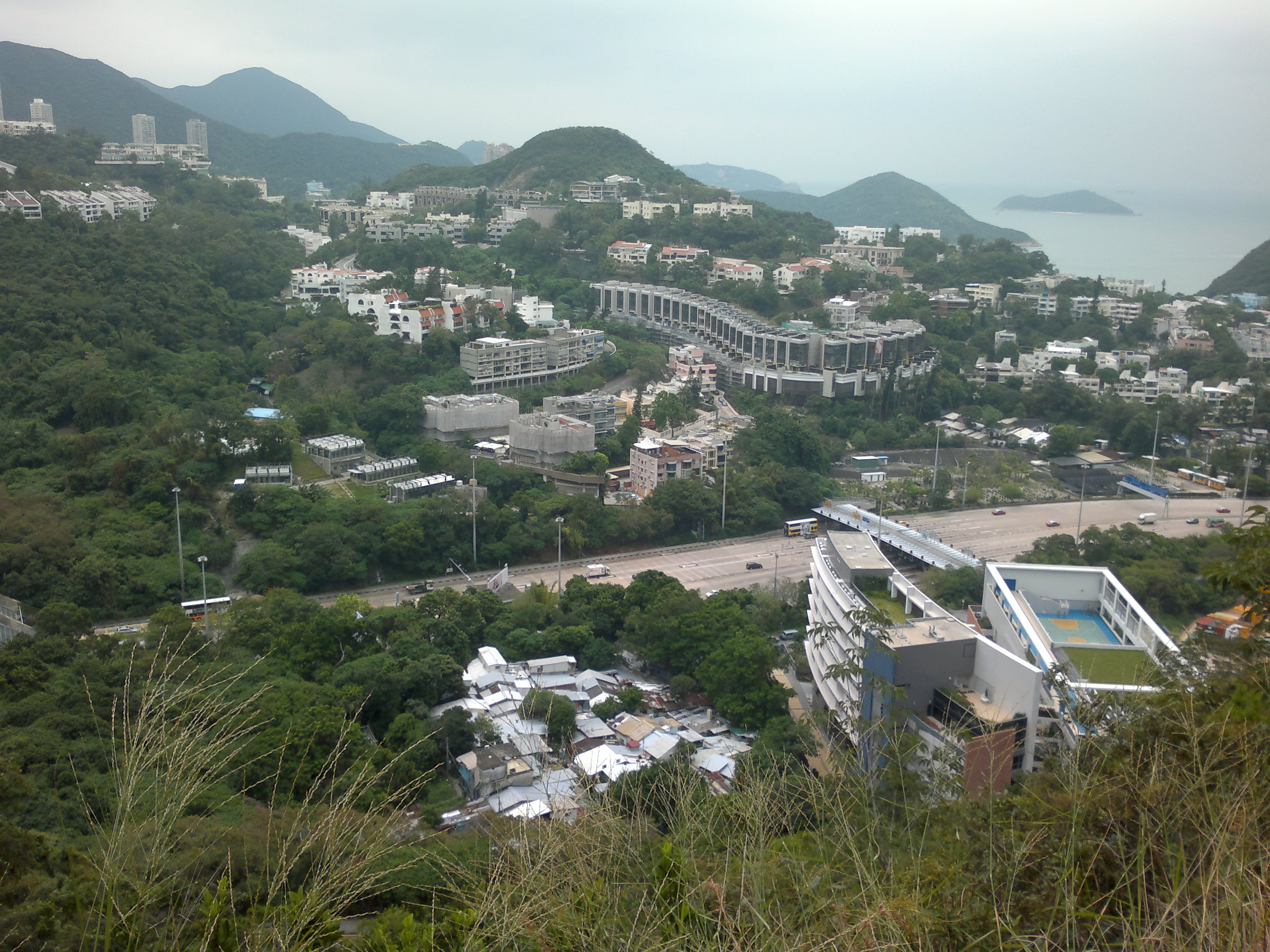
圖左下方為黃竹坑舊圍，其右為聖保羅男女小學。

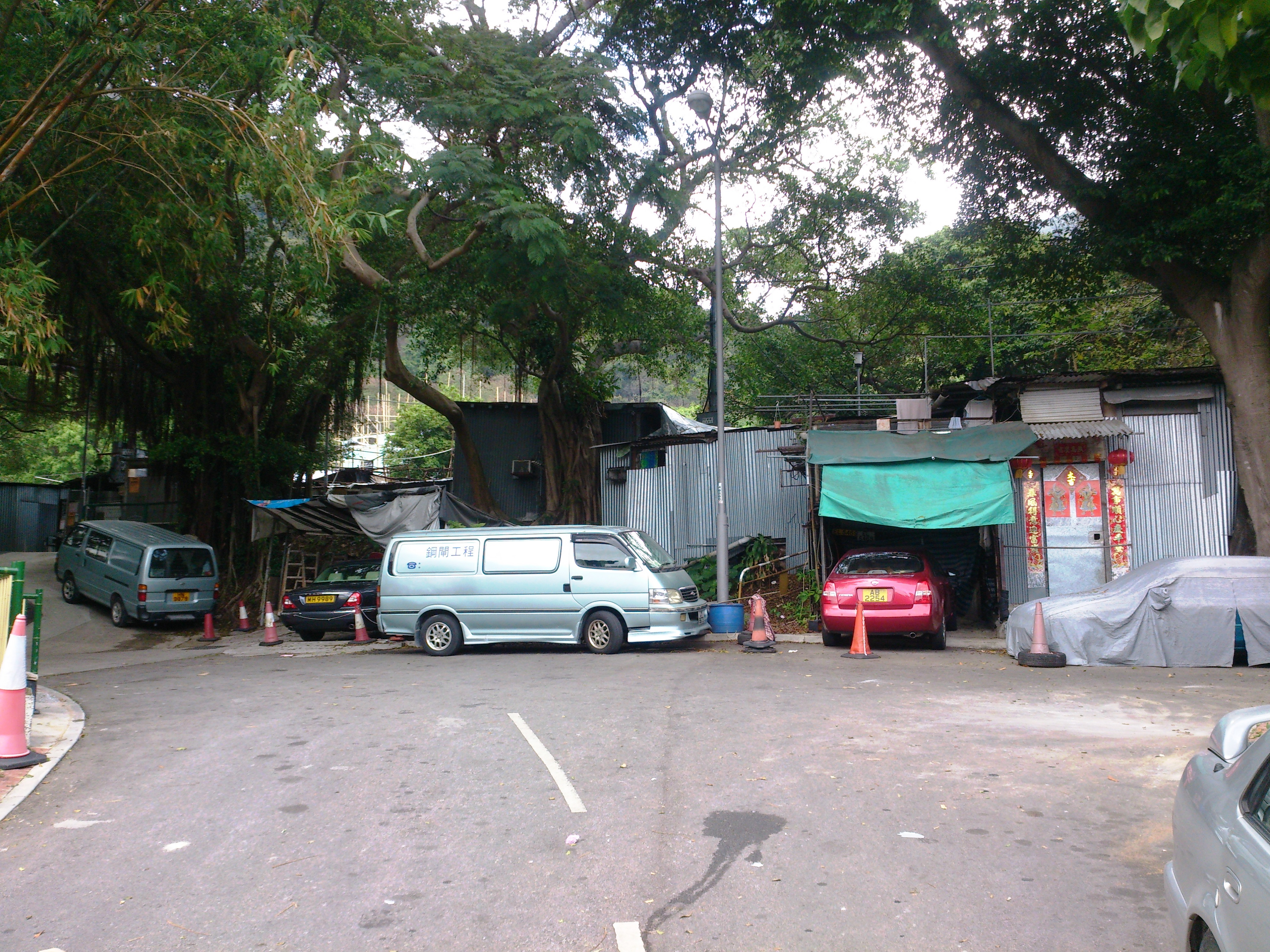
黃竹坑舊圍萎縮及範圍被收窄後之入口處。

黃竹坑舊圍，古稱香港村、香港圍，是香港的一條鄉村（並非圍村），位於香港島南區黃竹坑香港仔隧道出口及黃竹坑醫院一帶。

## 歷史

### 明朝建村
香港村於明朝嘉靖二十九年（1550年）建立，因為附近的石排灣當時為轉運莞香的港口而得名。萬曆年間郭棐所著《粵大記》也有記載到香港村，惟將其標示於今鴨脷洲上。

### 清朝荒廢及周姓復村
清朝初年，朝廷實施海禁，使香港村荒廢。直至乾隆二十四年（1759年），周啟文復村，及改村名為香港圍；雖然稱「圍」，惟實際上從未設立圍牆，有別於其他香港圍村。

### 阿群帶路
由於該村附近有從南朗山流入香港仔海峽的溪水清冽甘甜（今黃竹坑明渠），故此有「香江」之稱，此亦成為了香港的雅稱。
1841年香港開埠，香港圍有約200名村民。據說當年一名叫陳群「阿群」的漁民，带领英人从香港仔越山循此路至上环一带为英军开路，因而得名。她是一名水上人渔民，因为路是阿群带的，所以就称之「阿群帶路」了。有说英军初抵港岛时，由陈群带领在赤柱一带登陆，经香港村，薄扶林等地到港岛北部一带。经香港村时，英军询问该处地名，陈群以水上人音回答「香港」，英國人即以水上人音"Hong Kong"为记，此名稱後來成為了整座島嶼的總稱，該處附近則命名為香港仔。因為香港之名意義上已經代表整個香港島，所以在1898年編印的政府地圖，就以"Little Hong Kong"標示香港圍位置。

### 發展新圍
1860年，由於村民不斷增加，土地不敷應用，於是在香港圍以東發展新圍，晚清及香港著名人物周壽臣就是在新圍長大。至1936年，英國國王佐治五世為了表揚周壽臣對香港的貢獻，將香港圍附近一山頭命名為壽臣山，舊圍及新圍附近一帶則得名壽山村。香港重光後，該村的名稱逐漸稱為黃竹坑舊圍。

### 萎縮及範圍被收窄
1970年代末期，隨著香港仔隧道工程展開，黃竹坑舊圍大部份地方被香港政府強逼拆卸。而由於小部份村民與清朝簽署了契約，部份年期達999年，為了避免衝突，香港政府對此予以承認，故此該小部份土地獲得例外保留至今，惟範圍已經萎縮大半。
1997年香港主權移交後，香港政府多次進行了收取土地行動，將黃竹坑舊圍範圍由香港仔隧道出口及南風道與南風徑交界的位置大幅度地收窄至今聖保羅男女中學附屬小學前方位置。2000年代初期，香港政府首次派遣工人進入舊圍，舖設了混凝土行人路，改善了該處的居住及衛生環境。2000年代中期，香港政府進一步收取土地，於該處興建聖保羅男女中學附屬小學；至2000年代末期，再將原來位於聖保羅男女中學附屬小學背後、由一名周姓原居民經營及生活的車房及建築物拆卸及遷走，並且將政府土地與私人土地交界推進。隨著新一輩的村民遷出，舊圍的人口及土地正在不斷地萎縮，周姓原居民亦大幅度地減少；至1990年代開始有非原姓居民遷入，現時周姓原居民只餘幾戶；商業活動僅餘一些於舊圍入口處，由非原姓居民經營的士多。

## 鄰近
黃竹坑舊圍鄰近以下的地方，而且以下地方均曾經為黃竹坑舊圍的範圍：
- 黃竹坑醫院
- 港大同學會書院
- 聖保羅男女中學附屬小學

## 交通
- 南風道
- 香港仔隧道
- 港鐵海洋公園站

## 相關參見
- 黃竹坑新圍
- 阿群帶路圖
- 香港地名來源